# Філіпп Грубауер
Філіпп Грубауер (нім. Philipp Grubauer, нар. 25 листопада 1991, Розенгайм) — німецький хокеїст, воротар клубу НХЛ «Сіетл Кракен». Гравець збірної команди Німеччини.

## Ігрова кар'єра
Хокейну кар'єру розпочав на батьківщині 2007 року виступами за команду «Стар Буллз Розенгайм».
З сезону 2008/09 виступає за клуб «Бельвіль Буллз» (ОХЛ), а згодом переходить до іншої команди «Віндзор Спітфайрс».
2010 року був обраний на драфті НХЛ під 112-м загальним номером командою «Вашингтон Кепіталс».
Сезон 2010/11 проводить у складі «Кінгстон Фронтенакс» (ОХЛ), а вже наступного сезону дебютує в ХЛСУ, де захищає кольори «Саут-Кароліна Стінгрейс». 
Першу половину сезону 2012/13 проведе в складі «Редінг Роялс» (ХЛСУ), а другу в складі «Герші Берс» (АХЛ) та проведе дебютний матч в НХЛ за «Вашингтон Кепіталс» 9 березня проти «Нью-Йорк Айлендерс» в якому зазнають поразку 2–5.
6 липня 2017 «столичні» підписують з Грубауером однорічний контракт на суму $1.5 мільйона доларів. У сезоні 2017/18 Філіпп вперше проведе понад 30 матчів у регулярному чемпіонаті та в 15-ти з них його команда вийде переможцем. Також став володарем Кубка Стенлі в фінальній серії «Кепіталс» здолали дебютанта ліги «Вегас Голден Найтс» 4–1.
22 червня 2018 Філіпп разом з Бруксом Орпіком виставленні для обміну. «Колорадо Аваланч» пристав на пропозицію «столичних» та уклав з німцем трирічний контракт на суму $10 мільйонів доларів.

## На рівні збірних
Був гравцем юніорської та молодіжної збірної Німеччини, у складі яких брав участь у 21 матчі. 
З 2014 залучається до лав національної збірної Німеччини.
У складі збірної Європи в 2016 році брав участь у Кубку світу, став срібним призером турніру.

## Нагороди та досягнення
- Володар Кубка Стенлі в складі «Вашингтон Кепіталс» — 2018.

## Статистика

### Клубні виступи
| Сезон        | Клуб                      | Ліга         | Регулярний сезон | Регулярний сезон | Регулярний сезон | Регулярний сезон | Регулярний сезон | Регулярний сезон | Регулярний сезон | Регулярний сезон | Регулярний сезон | Плей-оф | Плей-оф | Плей-оф | Плей-оф | Плей-оф | Плей-оф | Плей-оф | Плей-оф |
| Сезон        | Клуб                      | Ліга         | І                | В                | П                | Н/OT             | Хв               | ПГ               | ІБГ              | ПГГ              | %ВК              | І       | В       | П       | Хв      | ПГ      | ІБГ     | ПГA     | %ВК     |
| ------------ | ------------------------- | ------------ | ---------------- | ---------------- | ---------------- | ---------------- | ---------------- | ---------------- | ---------------- | ---------------- | ---------------- | ------- | ------- | ------- | ------- | ------- | ------- | ------- | ------- |
| 2007–08      | «Стар Буллз Розенгайм»    | 3 Бундесліга | 5                | —                | —                | —                | —                | —                | —                | 2.73             | —                | —       | —       | —       | —       | —       | —       | —       | —       |
| 2008–09      | «Бельвіль Буллз»          | ОХЛ          | 17               | 7                | 8                | 0                | 947              | 62               | 0                | 3.93             | .888             | 1       | 0       | 0       | 56      | 4       | 0       | 4.26    | .902    |
| 2009–10      | «Бельвіль Буллз»          | ОХЛ          | 31               | 10               | 14               | 5                | 1717             | 90               | 0                | 3.14             | .913             | —       | —       | —       | —       | —       | —       | —       | —       |
| 2009–10      | «Віндзор Спітфайрс»       | ОХЛ          | 19               | 13               | 1                | 2                | 1011             | 40               | 2                | 2.37             | .906             | 18      | 16      | 2       | 1094    | 49      | 2       | 2.69    | .909    |
| 2010–11      | «Кінгстон Фронтенакс»     | ОХЛ          | 38               | 22               | 13               | 3                | 2239             | 135              | 2                | 3.62             | .903             | —       | —       | —       | —       | —       | —       | —       | —       |
| 2011–12      | «Саут-Кароліна Стінгрейс» | ХЛСУ         | 43               | 23               | 13               | 5                | 2536             | 94               | 1                | 2.22             | .918             | —       | —       | —       | —       | —       | —       | —       | —       |
| 2012–13      | «Редінг Роялс»            | ХЛСУ         | 26               | 19               | 5                | 1                | 1542             | 59               | 0                | 2.30             | .912             | —       | —       | —       | —       | —       | —       | —       | —       |
| 2012–13      | «Герші Берс»              | АХЛ          | 28               | 15               | 9                | 2                | 1624             | 61               | 2                | 2.25             | .919             | 5       | 2       | 3       | 301     | 19      | 0       | 3.79    | .901    |
| 2012–13      | «Вашингтон Кепіталс»      | НХЛ          | 2                | 0                | 1                | 0                | 84               | 5                | 0                | 3.57             | .915             | —       | —       | —       | —       | —       | —       | —       | —       |
| 2013–14      | «Герші Берс»              | АХЛ          | 28               | 13               | 13               | 2                | 1685             | 73               | 3                | 2.60             | .916             | —       | —       | —       | —       | —       | —       | —       | —       |
| 2013–14      | «Вашингтон Кепіталс»      | НХЛ          | 17               | 6                | 5                | 5                | 883              | 35               | 0                | 2.38             | .925             | —       | —       | —       | —       | —       | —       | —       | —       |
| 2014–15      | «Герші Берс»              | АХЛ          | 49               | 27               | 17               | 5                | 2918             | 112              | 6                | 2.30             | .921             | 7       | 2       | 4       | 394     | 22      | 0       | 3.35    | .901    |
| 2014–15      | «Вашингтон Кепіталс»      | НХЛ          | 1                | 1                | 0                | 0                | 65               | 2                | 0                | 1.85             | .920             | 1       | 1       | 0       | 60      | 3       | 0       | 3.00    | .857    |
| 2015–16      | «Вашингтон Кепіталс»      | НХЛ          | 22               | 8                | 9                | 1                | 1111             | 43               | 0                | 2.32             | .918             | —       | —       | —       | —       | —       | —       | —       | —       |
| 2016–17      | «Вашингтон Кепіталс»      | НХЛ          | 24               | 13               | 6                | 2                | 1265             | 43               | 3                | 2.04             | .926             | 1       | 0       | 0       | 19      | 2       | 0       | 6.32    | .778    |
| 2017–18      | «Вашингтон Кепіталс»      | НХЛ          | 35               | 15               | 10               | 3                | 1865             | 73               | 3                | 2.35             | .923             | 2       | 0       | 1       | 105     | 8       | 0       | 4.57    | .837    |
| 2018–19      | «Колорадо Аваланч»        | НХЛ          | 37               | 18               | 9                | 5                | 2021             | 89               | 3                | 2.64             | .917             | 12      | 7       | 5       | 732     | 28      | 1       | 2.30    | .925    |
| Усього в НХЛ | Усього в НХЛ              | Усього в НХЛ | 138              | 61               | 40               | 16               | 7,294            | 290              | 9                | 2.39             | .921             | 16      | 8       | 6       | 916     | 41      | 1       | 2.69    | .909    |

### Збірна
| Рік                | Команда            | Турнір             | Місце              | І  | В | П | Н | Хв  | ПГ | ІБГ | ПГГ  | %ВК  |
| ------------------ | ------------------ | ------------------ | ------------------ | -- | - | - | - | --- | -- | --- | ---- | ---- |
| 2008               | Німеччина          | U17                | 9-е                | 5  | — | — | — | —   | —  | —   | 3.49 | .909 |
| 2008               | Німеччина          | ЮЧС18              | 5-е                | 4  | — | — | — | —   | —  | —   | 4.16 | .877 |
| 2009               | Німеччина          | МЧС                | 9-е                | 3  | — | — | — | 109 | 12 | 0   | 6.61 | .838 |
| 2010               | Німеччина          | МЧС-D1             | 11-е               | 5  | — | — | — | —   | —  | —   | 0.64 | .974 |
| 2011               | Німеччина          | МЧС                | 10-е               | 4  | 0 | 4 | 0 | 176 | 13 | 0   | 4.44 | .888 |
| 2014               | Німеччина          | ЧС                 | 14-е               | 2  | 0 | 1 | 0 | 118 | 4  | 0   | 2.03 | .921 |
| 2019               | Німеччина          | ЧС                 | 6-е                | 3  | 1 | 1 | 0 | 147 | 7  | 0   | 2.86 | .920 |
| Молодіжна збірна   | Молодіжна збірна   | Молодіжна збірна   | Молодіжна збірна   | 21 | — | — | — | —   | —  | —   | 3.87 | .897 |
| Національна збірна | Національна збірна | Національна збірна | Національна збірна | 5  | 1 | 2 | 0 | 265 | 11 | 0   | 2.49 | .921 |